# Didelphis marsupialis
Didelphis marsupialis hay thú túi đuôi nắm thường là một loài động vật có vú trong họ Didelphidae, bộ Didelphimorphia. Loài này được Linnaeus mô tả năm 1758.

## Hình ảnh

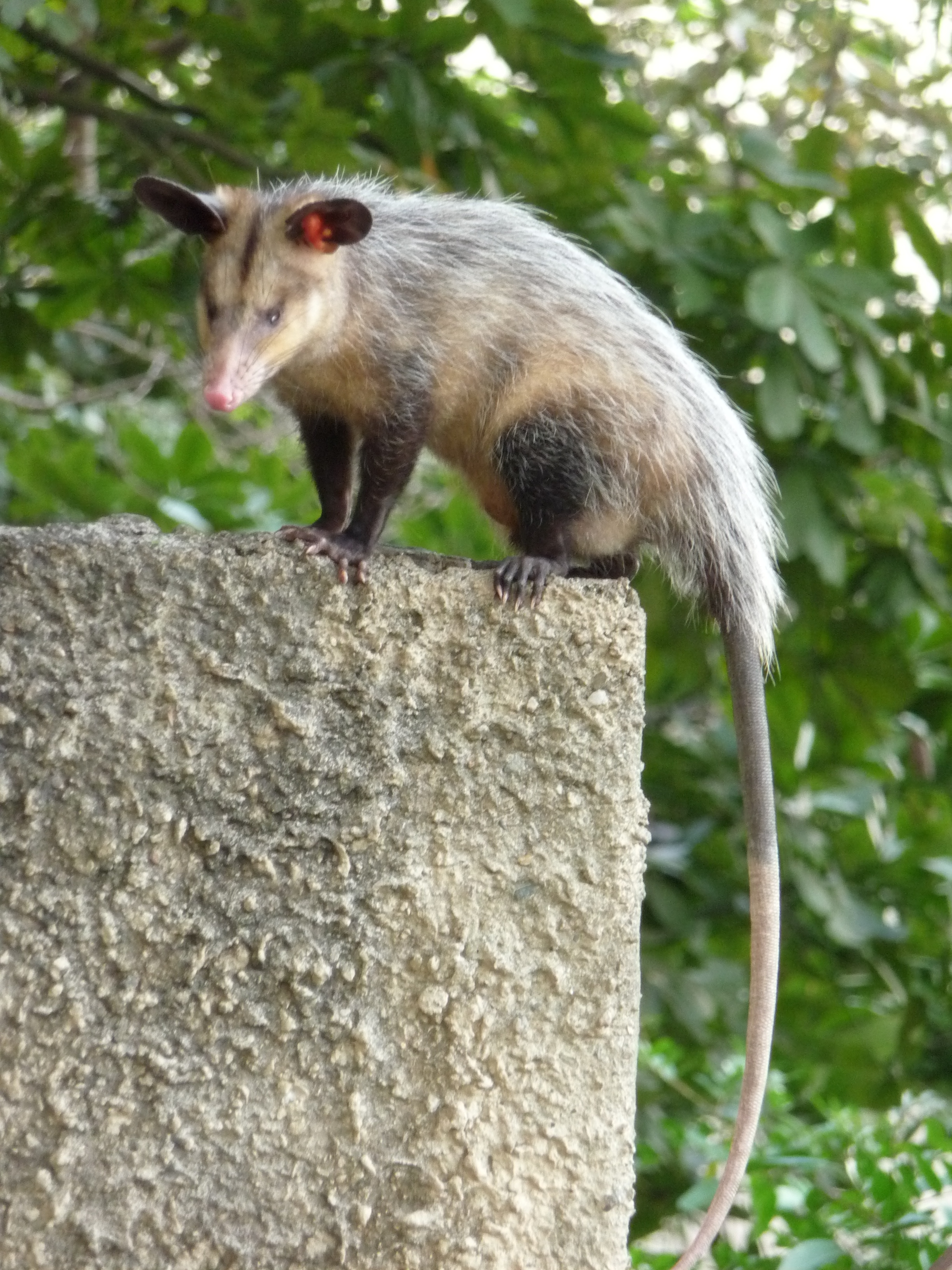
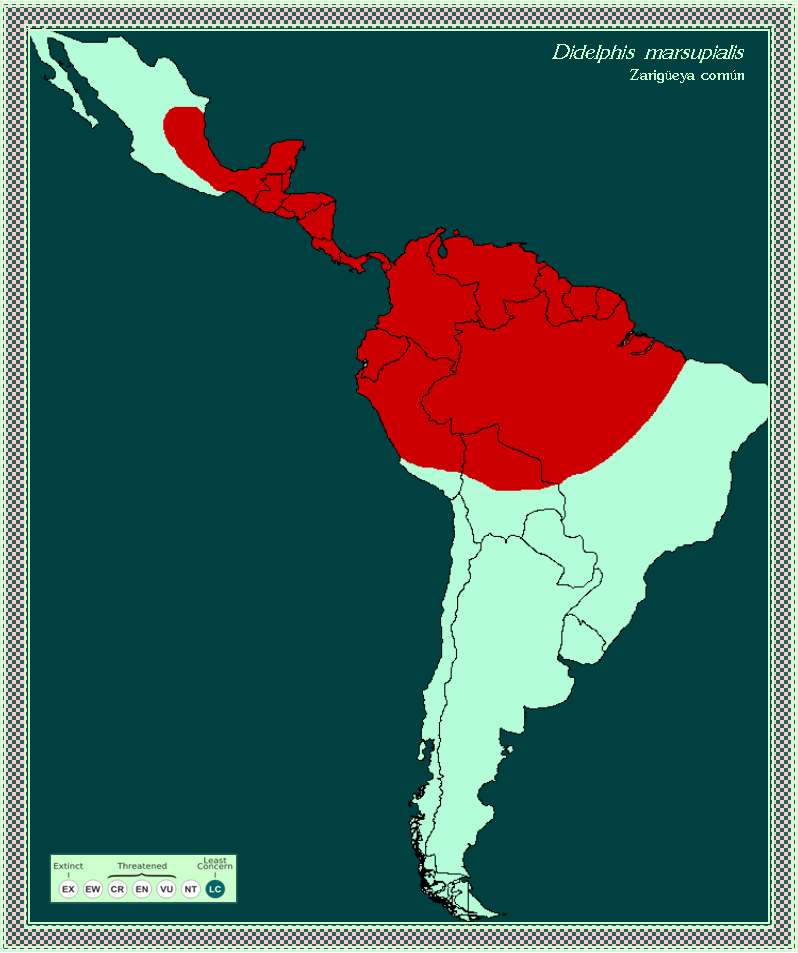
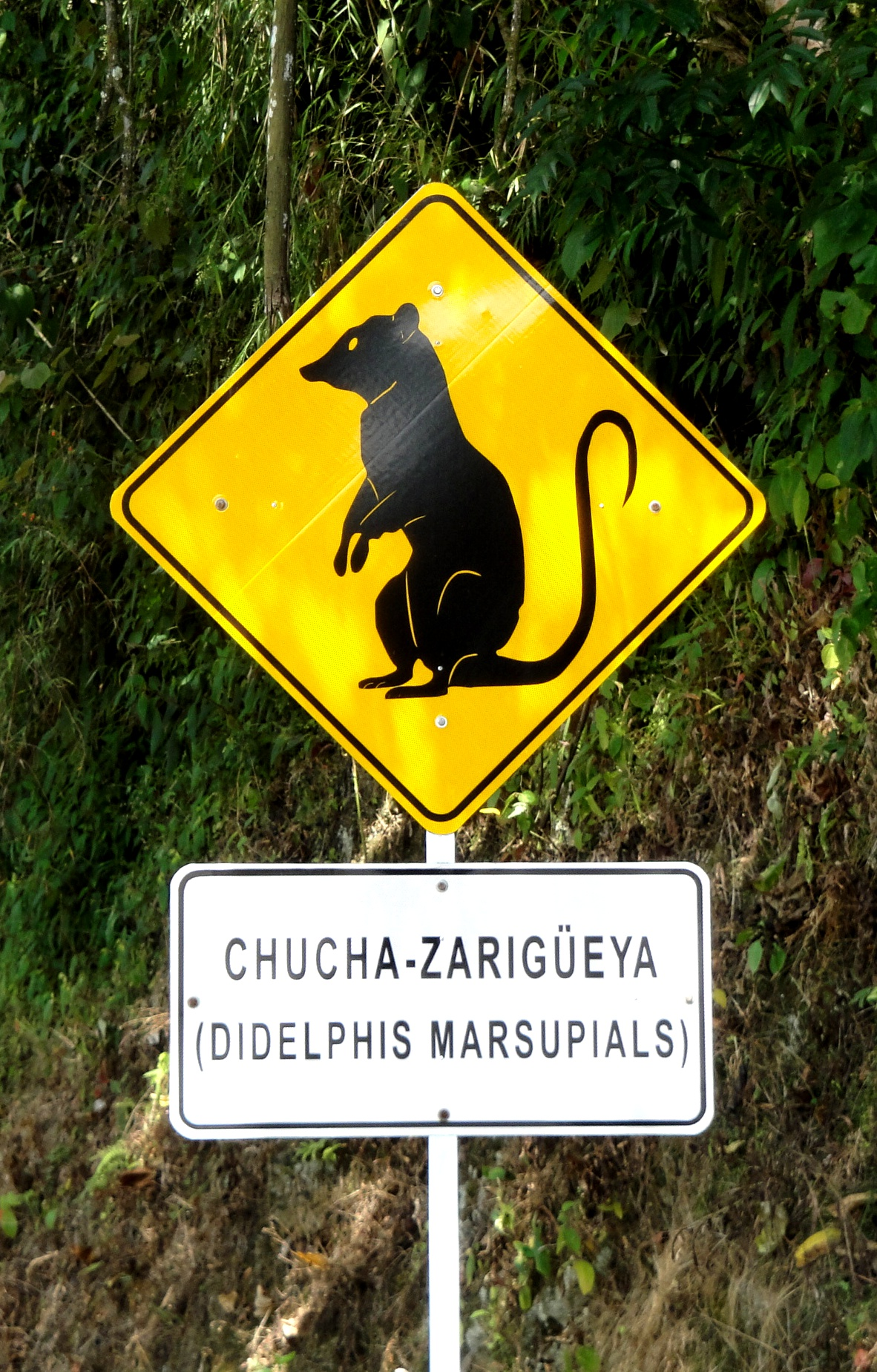

- Tập tin:Tập